# سيريكورت
سيريكورت (بالفرنسية: Séricourt)‏ هي بلدية تقع في إقليم باد كاليه من منطقة نور با دو كاليه في شمال فرنسا. تبلغ مساحة هذه المدينة 2.45 (كم²)، وترتفع عن سطح البحر 83 م، يبلغ عدد سكانها 55 نسمة حسب إحصاء المعهد الوطني للإحصاء والدراسات الاقتصادية سنة 2009 م. وترأس Francis Gouillart البلدية خلال فترة (2008-2014).